# Уаза (річка)
Уаза (фр. Oise МФА: [wɑːz] Ваз) — річка у Бельгії та Франції, права притока Сени. Витік розташований у бельгійській провінції Ено, трохи південніше містечка Шимей. Перетинає бельгійсько-французький кордон за 20 км від витоку, загальна довжина — 302 км. Впадає у Сену у передмісті Парижа.
Майже по всій довжині судноплавна, є однією з важливих транспортних артерій регіону. З'єднується каналами з Маасом, Соммою та Шельдою.

За Уазою названо департамент Франції.

### Історія
Назва річки походить від латинського слова Isara, що означає «швидка» або «бурхлива». У давні часи річка була важливою частиною торговельного шляху між північними регіонами Галлії та Іль-де-Франс. У середньовіччі вона використовувалась як транспортна артерія для доставки зерна, деревини та будівельних матеріалів до Парижа.
У період Першої світової війни річка Уаза була місцем активних бойових дій. На її берегах проходили оборонні лінії та стратегічно важливі операції.
1. ↑  Уаза.